# Division d'Honneur 1913-1914
La Division d'Honneur 1913-1914 è stata la 19ª edizione della massima serie del campionato belga di calcio disputata tra il 7 settembre 1913 e il 10 maggio 1914 e conclusa con la vittoria del Daring Club de Bruxelles, al suo secondo titolo.
Capocannoniere del torneo fu Maurice Bunyan (Racing Club de Bruxelles), con 28 reti.

## Formula
Le squadre partecipanti furono dodici e disputarono un turno di andata e ritorno per un totale di 22 partite.
Le squadre retrocesse in Promotion furono due: l'ultima classificata e la perdente dello spareggio tra la penultima e la terzultima.

## Squadre
| Squadra                   | Città        | Stadio | Stagione 1912-1913  |
| ------------------------- | ------------ | ------ | ------------------- |
| Léopold Club de Bruxelles | Bruxelles    |        | Promotion           |
| RC de Gand                | Gand         |        | 8°                  |
| CS Verviétois             | Verviers     |        | 6°                  |
| Racing Club Bruxelles     | Uccle        |        | 3°                  |
| FC Brugeois               | Bruges       |        | 7°                  |
| Beerschot AC              | Anversa      |        | 4°                  |
| CS Brugeois               | Bruges       |        | 5°                  |
| Anversa                   | Anversa      |        | 9°                  |
| Union Saint-Gilloise      | Saint-Gilles |        | Campione del Belgio |
| Daring Club de Bruxelles  | Bruxelles    |        | 2°                  |
| AA La Gantoise            | Gand         |        | Promotion           |
| Standard Liegi            | Liegi        |        | 10°                 |

## Classifica finale
|                   | Pos. | Squadra                   | Pt | G  | V  | N | P  | GF | GS | DR  |
| ----------------- | ---- | ------------------------- | -- | -- | -- | - | -- | -- | -- | --- |
| Belgio (bandiera) | 1.   | Daring Club de Bruxelles  | 36 | 22 | 16 | 4 | 2  | 69 | 16 | +53 |
|                   | 2.   | Union Saint-Gilloise      | 33 | 22 | 15 | 3 | 4  | 60 | 28 | +32 |
|                   | 3.   | CS Brugeois               | 30 | 22 | 13 | 4 | 5  | 48 | 27 | +21 |
|                   | 4.   | FC Brugeois               | 27 | 22 | 13 | 1 | 8  | 42 | 31 | +11 |
|                   | 5.   | Racing Club de Bruxelles  | 27 | 22 | 12 | 3 | 7  | 53 | 33 | +20 |
|                   | 6.   | CS Verviétois             | 21 | 22 | 9  | 3 | 10 | 38 | 39 | -1  |
|                   | 7.   | Beerschot AC              | 19 | 22 | 8  | 3 | 11 | 34 | 42 | -8  |
|                   | 8.   | RC de Gand                | 19 | 22 | 8  | 3 | 11 | 31 | 44 | -13 |
|                   | 9.   | Anversa                   | 17 | 22 | 7  | 3 | 12 | 37 | 54 | -17 |
|                   | 10.  | AA La Gantoise            | 13 | 22 | 5  | 3 | 14 | 27 | 53 | -26 |
|                   | 11.  | Standard Liegi            | 13 | 22 | 6  | 1 | 15 | 21 | 55 | -34 |
|                   | 12.  | Léopold Club de Bruxelles | 9  | 22 | 4  | 1 | 17 | 32 | 70 | -38 |

Legenda:

      Campione del Belgio
      Retrocesso in Promotion
Note:

Due punti a vittoria, uno a pareggio, zero a sconfitta.

### Verdetti
- Daring Club de Bruxelles campione del Belgio 1913-14.
- Standard Club Liégeois e Léopold Club de Bruxelles retrocesse in Promotion.

Il campionato fu poi sospeso negli anni della Prima guerra mondiale.